# Júlio César
Caio Júlio César[a] (em latim: Caius ou Gaius Iulius Caesar ou IMP•C•IVLIVS•CÆSAR•DIVVS; 13 de julho de 100 a.C.[b] – 15 de março de 44 a.C.[c]) foi um patrício, líder militar e político romano. Desempenhou um papel crítico na transformação da República Romana no Império Romano. Muito da historiografia das campanhas militares de César foi escrita por ele próprio ou por fontes contemporâneas dele, a maioria, cartas e discursos de Cícero e manuscritos de Salústio. Sua biografia foi posteriormente mais bem escrita pelos historiadores Suetônio e Plutarco. César é considerado por muitos acadêmicos como um dos maiores comandantes militares da história.
Nascido em uma família patrícia de pequena influência, César foi galgando seu lugar na vida pública romana. Em 60 a.C., ele e os políticos Crasso e Pompeu formaram uma aliança (o Primeiro Triunvirato) que acabou dominando a política romana por anos. Suas tentativas de manter-se no poder através de táticas populistas enfrentavam resistência das classes aristocráticas conservadoras do senado romano, liderados por homens como Catão e Cícero. César conquistou boa reputação militar e dinheiro durante as Guerras Gálicas (58–50 a.C.), expandindo os domínios romanos para o norte até o Canal da Mancha, anexando a Gália (atual França), e no leste até o Reno (dentro da atual Alemanha). Ele também se tornou o primeiro general romano a lançar uma incursão militar na Britânia.
Suas conquistas deram-lhe enorme poderio militar e respeito, o que acabou ameaçando a posição do seu companheiro político, e agora rival, Pompeu Magno. Este último havia mudado de lado, após a morte de Crasso em 53 a.C., e agora apoiava a ala conservadora do senado. Com a guerra na Gália encerrada, os senadores em Roma exigiram que César dispensasse seu exército e retornasse à capital. Recusou-se a obedecer e em 49 a.C. cruzou o rio Rubicão com suas legiões, entrando armado na Itália (em violação da lei romana que impedia um general de marchar em Roma). Isso precipitou uma violenta guerra civil, que terminou com uma vitória de César, com ele assumindo poder total na República.
Em 49 a.C., César assumiu o comando em Roma como um ditador absoluto. Ele iniciou então uma série de reformas sociais e políticas, incluindo a criação do calendário juliano. Continuou a centralizar o poder e a burocracia da República pelos anos seguintes, dando a si mesmo grande autoridade. Porém, a ferida da guerra civil ainda estava aberta e a oposição política em Roma começou a conspirar para derrubá-lo do poder. As conspirações culminaram nos Idos de Março em 44 a.C. com o assassinato de César por um grupo de senadores aristocratas liderados por Marco Júnio Bruto. Sua morte precipitaria uma nova guerra civil pelos espólios do poder e assim o governo constitucional republicano nunca foi totalmente restaurado. O seu sobrinho-neto, Caio Otaviano, foi feito seu herdeiro em testamento. Em 27 a.C., o jovem passaria para a história como Augusto, o primeiro imperador romano, adotando o título de César e reivindicando para si o seu legado político.

## Infância e carreira inicial

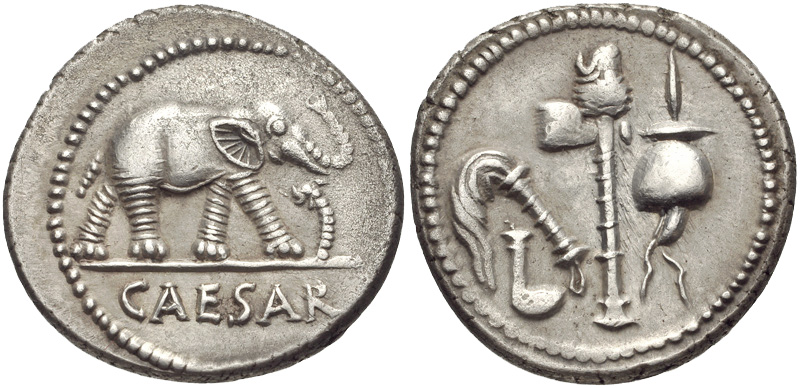
Denário de Júlio César com imagem de elefante.

Júlio César nasceu em uma família patrícia, a gente Júlia, que afirmava ser descendente de Ascânio, filho do legendário troiano Eneias, que por sua vez era, segundo a mitologia romana, filho da deusa Vênus. O seu cognome "César" se originou, de acordo com Plínio, o Velho, com um ancestral seu nascido de cesariana (palavra do latim que quer dizer "cortar", caedere, caes).[d] A História Augusta sugere três razões para o seu nome: a primeira é que César nasceu com muito cabelo (em latim caesaries); que tinha olhos cinza bem claro (em latim: oculis caesiis); ou que matou um elefante (caesai) em batalha. O próprio César mandou fabricar moedas com retrato de elefantes, sugerindo que favorecia esta interpretação do seu nome.
Apesar de pertencer a uma família tradicional da aristocracia romana, os Júlios Césares (Julii Caesares) não eram muito influentes politicamente em Roma, apesar de que, no século anterior, membros desta família conseguiram altos cargos na República. O pai de César, também chamado Caio Júlio César, governou a província da Ásia, e sua tia Júlia era casada com o general Caio Mário, uma das figuras políticas mais importantes em Roma naquela época. Sua mãe, Aurélia Cota, era membro influente na família. Pouco é sabido sobre a infância de César.

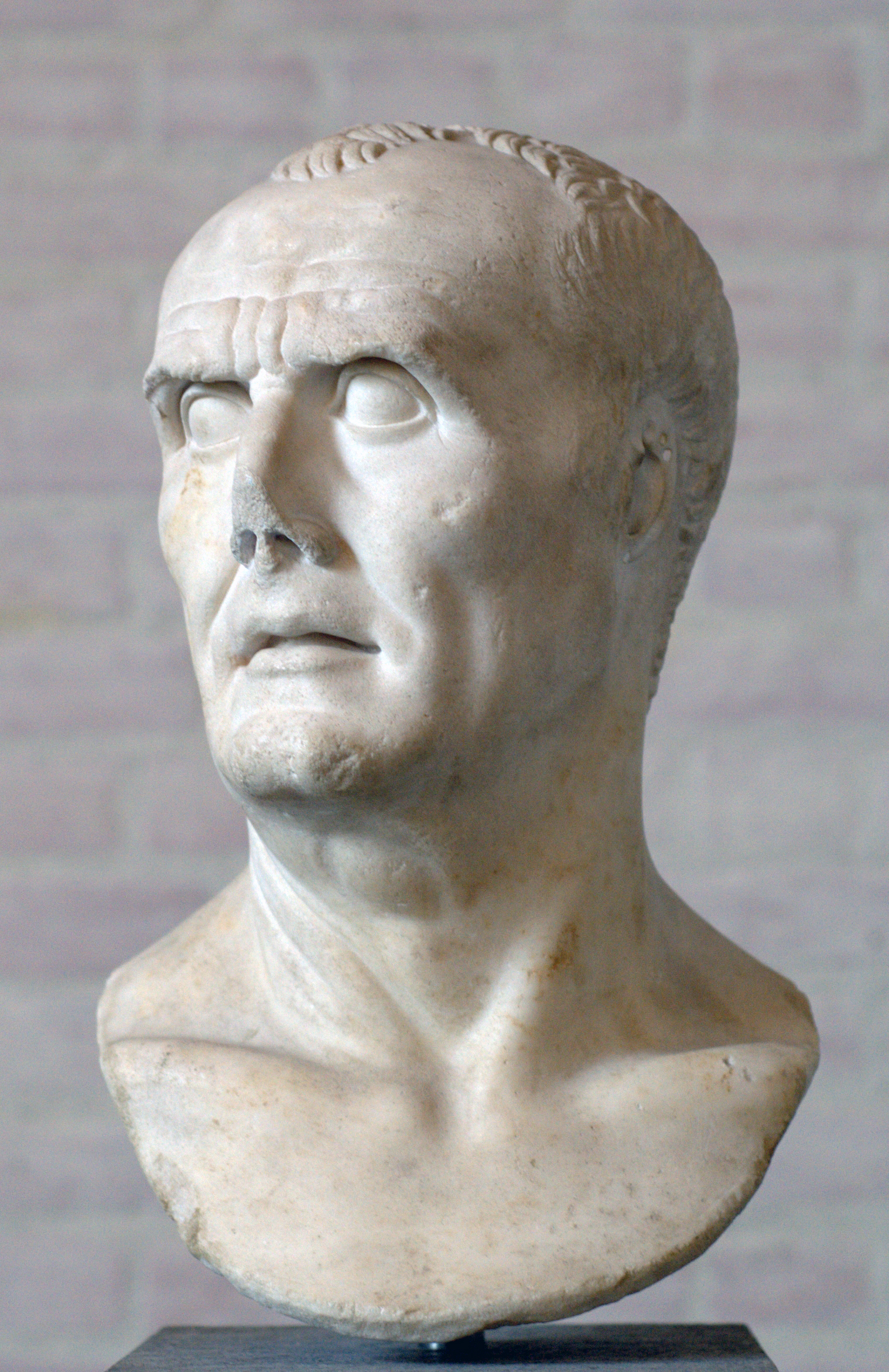
Caio Mário, tio de César
Busto na Gliptoteca de Munique.

Em 85 a.C., o pai de César morreu subitamente. Assim, aos 16 anos, tornou-se o chefe da família. Ao mesmo tempo, eclodiu uma guerra civil entre o seu tio, Caio Mário, e o seu rival, o general Sula. Ambos os lados realizaram expurgos, quando puderam, dos partidários do seu adversário, incluindo nas famílias deles. Enquanto Mário e seu aliado, Lúcio Cornélio Cina, estavam no controle da cidade, César foi nomeado como o novo alto-sacerdote de Júpiter, e então casou-se com a filha de Cina, Cornélia. Após a vitória final de Sula, as conexões de César com o regime de Mário fizeram dele um alvo do novo governo: foi despojado de sua herança, do dote de sua esposa e do seu sacerdócio, mas se recusou a se divorciar de Cornélia e foi forçado a fugir e se esconder. A ameaça contra ele minguou depois que uma investigação na família de sua mãe mostrou que alguns deles apoiaram Sula e eram vestais. Sula desistiu de perseguir César, mas afirmou que viu muito de Mário nele.
Apesar do perdão, César não se sentia seguro com Sula ainda no poder. Preferiu ficar afastado de Roma e se juntou ao exército, servindo sob comando de Marco Minúcio Termo na Ásia e Servílio Isáurico na Cilícia. César serviu com distinção, ganhando a coroa cívica por sua participação no cerco de Mitilene. Numa missão na Bitínia, para assegurar o apoio da frota de Nicomedes IV, teve que ficar tanto tempo na sua corte que rumores surgiram de que estava tendo um caso amoroso com o rei, algo que sempre negou. Ao ouvir da morte de Sula em 78 a.C., retornou para Roma. Devido à falta de dinheiro como resultado do confisco de sua herança, alugou uma casa modesta em Subura, um bairro de classe baixa de Roma. Tornou-se então advogado e ficou conhecido por sua boa oratória, sempre fazendo firmes gestos com os braços e por ter uma voz alta. Também ficou notório por processar ex-governadores acusados de extorsão ou corrupção, logo ficando conhecido pelo povo por causa disso.
Durante uma viagem, no meio do mar Egeu,[e] César foi sequestrado por piratas e feito prisioneiro. Manteve uma atitude de superioridade durante o seu cativeiro: quando os piratas exigiram 20 talentos de prata como resgate, insistiu que exigissem 50. Com o valor pago, foi libertado; em retaliação pelo episódio, César recrutou uma frota, perseguiu, capturou os piratas e os crucificou, como havia prometido durante o cativeiro — uma promessa que seus sequestradores haviam considerado uma piada. Como um sinal de "clemência", aliviou-lhes a dor da crucificação facilitando a sua morte, ao cortar-lhes as gargantas. Pouco tempo depois, foi reconvocado pelo exército, servindo no leste. Naquele momento a reputação de César como um competente comandante militar começou a se formar.
Quando retornou para Roma, foi eleito um tribuno militar, sinalizando o início de uma carreira política. Foi então eleito questor por 69 a.C., e durante este mesmo ano fez um discurso durante o funeral de sua tia Júlia e incluiu palavras de apoio ao marido dela, o general Mário (como Sula estava morto, agora era seguro). Ainda naquele ano, sua esposa, Cornélia, morreu. Após seu enterro, na primavera ou começo do verão de 69 a.C., César foi servir como questor na Hispânia. Por lá teria encontrado uma estátua do rei macedônio Alexandre, o Grande, e percebeu, com desgosto, que havia chegado na mesma idade de Alexandre (que fora um grande conquistador) sem ter conseguido muita coisa na vida. Ao retornar para casa, em 67 a.C., casou-se com Pompeia, que era neta de Sula (os dois se divorciaram mais tarde).

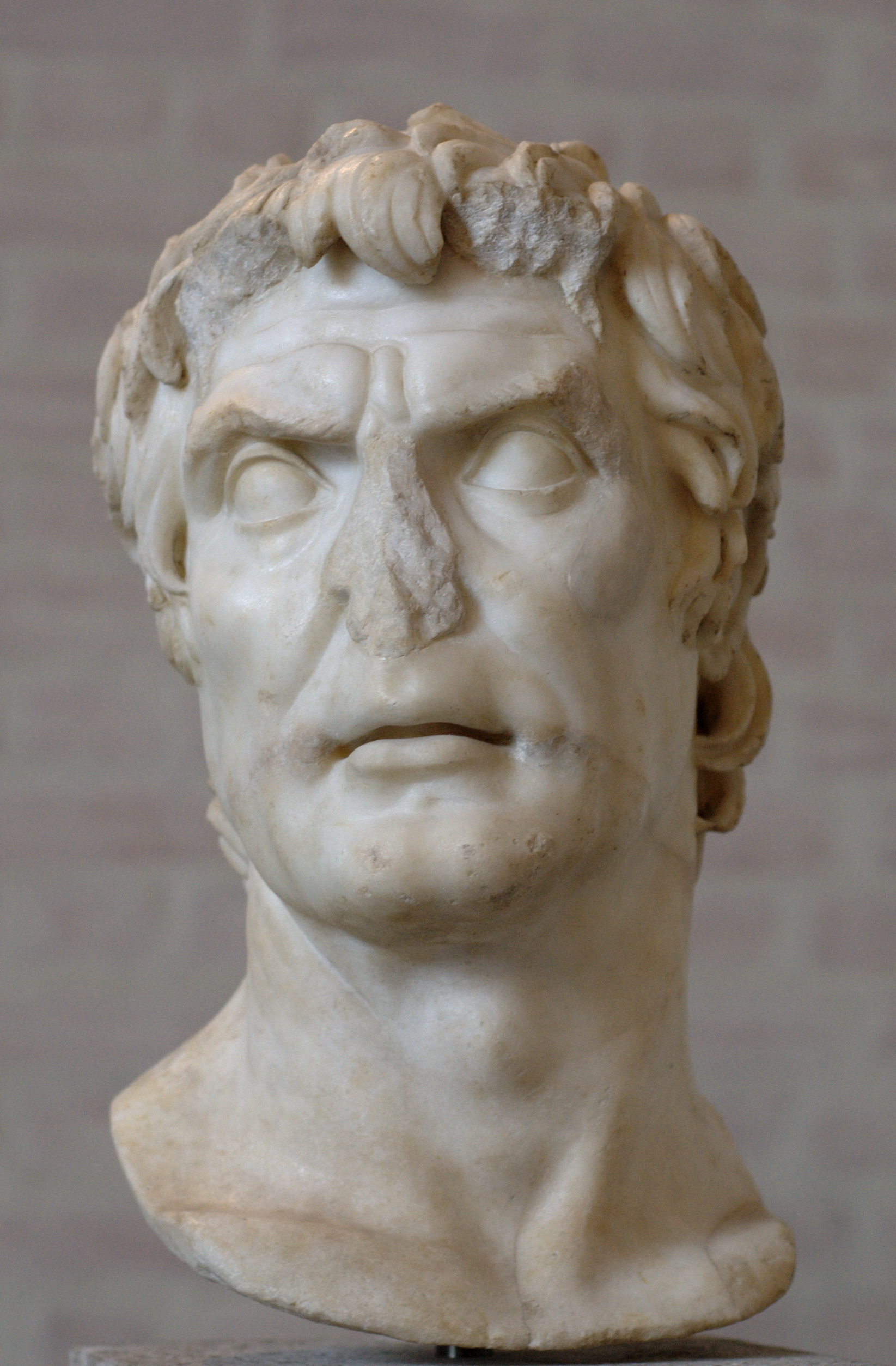
O ditador Lúcio Cornélio Sula que despojou César do seu sacerdócio.
Busto na Gliptoteca de Munique.

Em 65 a.C., aliou-se a Crasso, um dos homens mais ricos de Roma, e conseguiu apoio financeiro deste para se eleger edil no mesmo ano. Em 63 a.C., concorreu ao posto de pontífice máximo, o alto sacerdote da religião romana, concorrendo contra dois senadores. Todos os lados se acusaram de subornos e outros crimes. Ainda assim, César venceu, derrotando oponentes mais experientes. Quando Cícero, servindo na época como cônsul, expôs um esquema por parte de Lúcio Sérgio Catilina para tomar o controle da República, vários senadores acusaram César de participar do complô, algo que ele negou.
Depois de servir também no cargo de pretor em 62 a.C., César foi nomeado para governador da Hispânia Ulterior (sudeste da Espanha) como promagistrado, embora alguns acreditem que também detinha poderes proconsulares (de governador). Ainda estava profundamente endividado e precisava satisfazer os seus credores antes de partir, o que levou-o a procurar Crasso. Em troca do seu apoio político em oposição a algumas políticas do general Pompeu, Crasso pagou uma parte da dívida de César e agiu como fiador do resto. Ainda assim, para evitar que se tornasse um cidadão privado normal e assim ficasse aberto a um processo legal devido a suas dívidas, César partiu para governar suas províncias antes que seu pretorado terminasse. Enquanto na Hispânia, subjugou duas tribos locais e foi saudado como imperator (comandante) por suas tropas, terminando seu mandato como governador local com uma boa reputação.
César teve o título de imperator em 60 a.C. e 45 a.C. Na República Romana, este título honorífico só era conferido a certos líderes militares. Tropas do exército costumavam proclamar seu general como imperator depois que conquistavam grandes vitórias e homens com esse título poderiam solicitar um triunfo ao senado. Contudo, também queria a posição de cônsul, a mais alta magistratura da República. Se fosse celebrar um triunfo, deveria permanecer como um soldado e ficar fora da cidade até a cerimônia, mas para concorrer às eleições teria que abrir mão do seu comando e entrar na Itália desarmado como um cidadão privado comum; pediu então ao senado para que pudesse concorrer in absentia, mas o senador Catão, o Jovem, que não gostava de César, bloqueou a proposta. Como não podia mesmo pedir um triunfo como comandante militar e ser cônsul ao mesmo tempo, César preferiu perseguir o consulado.

## Cônsul e campanhas militares

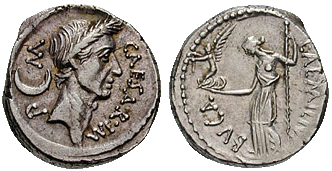
Denário com busto de Júlio César, datado de ; a deusa Vênus é mostrada no outro verso, segurando Vitória e um cetro.

Em 60 a.C., César tentou se candidatar para as eleições para cônsul no ano seguinte, junto com outros dois candidatos. A eleição foi sórdida – até Catão, com sua reputação de incorruptibilidade, teria partido para subornos para tentar favorecer os oponentes de César. Ainda assim venceu, junto com o conservador Marco Calpúrnio Bíbulo. César já estava em dívida política com Crasso, mas também se aproximou de Pompeu. Pompeu e Crasso já não se entendiam bem como antes, então César tentou reconciliá-los. Os três tinham dinheiro e influência política suficiente para controlar a vida pública da nação. Esta aliança informal, que ficou conhecida como Primeiro Triunvirato ("governo de três"), foi consolidada pelo casamento entre Pompeu e a filha de César, Júlia. César também se casou novamente, com Calpúrnia Pisão, filha do poderoso senador Lúcio Calpúrnio Pisão Cesonino.
César então propôs uma redistribuição de terras públicas, pela força se necessário, para beneficiar os mais pobres. Pompeu e Crasso apoiaram a proposta, tornando público o triunvirato. Pompeu encheu as ruas de tropas, com o objetivo de intimidar os inimigos dos triúnviros. Bíbulo declarou que os presságios eram desfavoráveis e tentou anular a nova lei, mas foi afastado do senado por homens armados a mando de César e forçado a aposentar-se. Bíbulo não foi o único que sofreu com a repressão. Qualquer um que mostrasse oposição às ideias do Triunvirato (especialmente as de César) era preso.
Quando César foi eleito para cônsul, a aristocracia tentou limitar seu poder futuro, especialmente para evitar que tivesse comando militar. Porém, com a ajuda de aliados, César foi nomeado governador da Gália Cisalpina (norte da Itália) e Ilírico (sudeste da Europa), com a Gália Transalpina (sul da França) sendo adicionada mais tarde, dando-lhe comando de quatro legiões completas. Seu mandato de governador seria de cinco anos e, com o cargo, teria imunidade processual. Quando seu consulado terminou, César fugiu para suas províncias para evitar ser processado por irregularidades cometidas em seu mandato.

### Conquista da Gália

Movimentos de César na Gália.

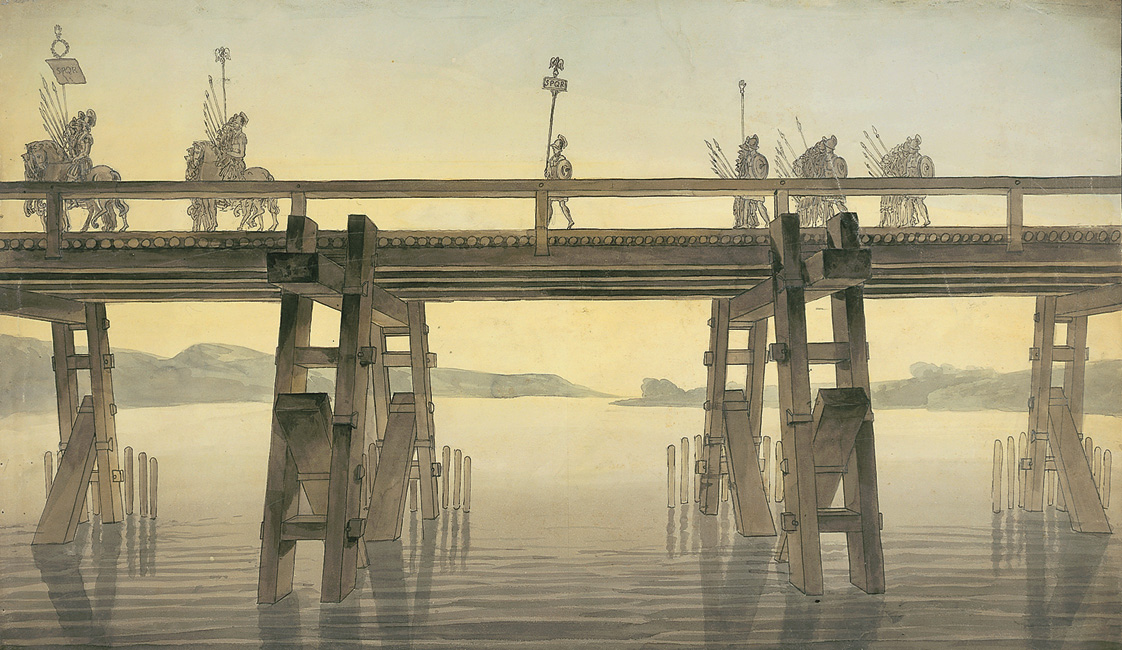
Ponte de César sobre o rio Reno
Por John Soane, 1814.

César estava atolado em dívidas, mas como governador podia ganhar muito dinheiro, especialmente através de extorsão e aventuras militares. Seu objetivo não era só ganhar dinheiro, mas conseguir glória nos campos de batalha; anexar novos territórios a Roma também lhe traria ganhos políticos e o respeito do povo. Possuía quatro legiões sob seu comando e duas províncias que tinham fronteira com territórios não conquistados. A região mais vulnerável era a Gália, profundamente dividida e instável e habitada por tribos com vocação guerreira, que no passado já haviam derrotado Roma em combate. O pretexto para a invasão romana veio quando tribos gálicas aliadas a Roma foram derrotadas por rivais, estes apoiado por guerreiros germânicos, na batalha de Magetóbriga. César usou o receio de que estas tribos tentassem migrar para regiões próximas à península Itálica e que tivessem intenções belicosas para justificar uma incursão militar na Gália. César então recrutou mais legiões e derrotou estas tribos em batalha na fronteira do império.
Em resposta às atividades de César, as tribos do norte da Gália começaram a se armar. Júlio César viu isso como um movimento agressivo e, depois de uma batalha inconclusiva, partiu para derrotar cada uma das tribos gaulesas de forma separada. Enquanto isso, uma das suas legiões conseguiu avançar até o extremo norte da Gália, chegando à margem oposta à Britânia. Na primavera de 56 a.C., os triúnviros fizeram uma reunião de emergência. A situação em Roma era tensa e a aliança política de que César dependia estava se desfazendo. A Conferência de Luca renovou o Primeiro Triunvirato e deu mais cinco anos de mandato para César como governador de suas províncias. Enquanto isso, a conquista do norte da Gália havia sido completada, embora alguns bolsões de resistência permanecessem.
Em 55 a.C., César repeliu uma invasão de tribos germânicas na Gália. Então construiu pontes sobre o rio Reno e avançou no território germânico para demonstrar força, mas depois recuou. Mais tarde naquele verão, teve que sufocar uma rebelião na Bélgica. Acusando os britões de interferir em sua guerra, lançou uma invasão da Britânia. Suas informações da região eram ruins, e apesar de ele ter conquistado uma consistente base costeira, não conseguiu avançar dentro do território britânico e decidiu retornar para a Gália para o inverno. Regressou à Britânia no ano seguinte, melhor preparado e com mais tropas, e conseguiu avançar mais: conquistou territórios e fez alianças, porém retornou quando uma revolta, decorrente da má colheita, eclodiu no coração da Gália.

Vercingetórix joga sua espada aos pés de César, simbolizando sua rendição
Por Lionel Royer, no Museu Crozatier.

Enquanto César estava na Britânia, sua filha Júlia, esposa de Pompeu, morreu no parto do seu primeiro filho. César tentou revitalizar sua aliança com Pompeu ao oferecer sua sobrinha-neta em casamento, mas a proposta foi recusada. Pompeu preferiu se casar com Cornélia Metela, filha de Metelo Cipião, um dos maiores adversários de César no senado. Em 53 a.C., Crasso foi morto na Batalha de Carras durante a malsucedida invasão romana do Império Parta. Sua morte marcou o fim do triunvirato e o falecimento de Júlia foi o ponto final de ruptura entre César e Pompeu. A República agora estava em pé de uma nova guerra civil. Pompeu, agora com apoio completo da aristocracia conservadora, foi nomeado pelo senado como o único cônsul em Roma.
Em 53 a.C. quase toda a Gália, Bélgica e partes da fronteira com a Germânia estavam sob controle militar romano depois de apenas cinco anos de guerra. Embora, na verdade, os gauleses fossem tão bons guerreiros quanto os romanos, suas divisões internas garantiram a vitória de Júlio César, que soube explorar bem a desunião gaulesa e as habilidades de suas próprias tropas. Ainda assim, os gauleses tentariam uma última vez se livrar do jugo romano. Vercingetórix, chefe da tribo dos Arvernos, liderou os gauleses em revolta. A 52 a.C. boa parte das tribos da Gália já estavam unidas em apoio à revolta contra Roma. Vercingetórix provou ser um comandante astuto, derrotando os romanos em alguns confrontos. Porém César trouxe reforços e forçou o recuo do principal exército gaulês. Os romanos empurraram Vercingetórix à cidade de Alésia, onde habilmente o cercaram e derrotaram e também repeliram reforços que tentaram furar o cerco. Apesar de o conflito ter prosseguido, na forma de guerrilha, pelos dois anos seguintes, a conquista da Gália foi assegurada com a rendição de Vercingetórix e suas forças em Alésia. O historiador Plutarco estima que o número de gauleses mortos passou de um milhão, além de outro milhão de pessoas terem sido feitas escravas. Os romanos subjugaram mais de 300 tribos e destruíram pelo menos 800 cidades.
Apesar de César provavelmente ter exagerado os números para fazer sua vitória parecer maior do que realmente foi, a Gália realmente sofreu com a guerra e milhares de pessoas foram mortas. Em 50 a.C., após oito anos de guerras, a resistência gaulesa contra a ocupação romana estava completamente morta. A região permaneceria como parte do Império Romano pelos próximos quinhentos anos. César faria fortuna vendendo milhares de pessoas à escravidão, além de também vender bens e produtos saqueados das cidades da Gália. Mais importante que o dinheiro, sua conquista deu-lhe boa reputação militar, além de respeito e amor por parte da população em geral. O exército que comandou também passou a idolatrá-lo e ter orgulho de servi-lo (algo que contribuiu para isso, além dos sucessos no campo de batalha, era sua campanha para dar terras e outros benefícios para os seus veteranos).

### Guerra Civil

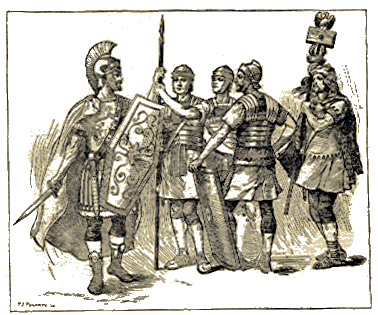
Legionários do exército cesarino.

Em 50 a.C., o mandato de Júlio César como governador acabou, terminando assim sua imunidade processual. O senado, liderado por Pompeu, ordenou que César dispensasse suas legiões e retornasse para Roma. Sem essa imunidade que desfrutava como magistrado, temia que fosse processado pelos senadores. Pompeu e a aristocracia romana acusavam-no de insubordinação e traição. Júlio César então afirmou que não tinha opção a não ser lutar pelos seus direitos. A lei romana proibia que qualquer general entrasse na Itália com seu exército. Ainda assim, em janeiro de 49 a.C., César cruzou o rio Rubicão (a fronteira oficial da Itália) com apenas uma legião (a XIII), dando início à guerra civil. Ao atravessar o Rubicão, segundo Plutarco e Suetônio, César teria citado a famosa frase do dramaturgo ateniense Menandro, "Alea jacta est" ("o dado está lançado"). Erasmo de Roterdã, contudo, afirma que a tradução do grego mais precisa no modo imperativo seria "alea iacta esto" ("deixe o dado ser lançado").
Pompeu não tinha como montar uma defesa coesa e decidiu, acompanhado pela maioria dos senadores, fugir para o sul para tentar recrutar mais tropas. Apesar de ter mais soldados que César, que tinha apenas uma legião sob seu comando, Pompeu não queria lutar. César o perseguiu, pretendendo capturá-lo. Pompeu conseguiu fugir, tomando refúgio na Grécia junto com o senado. César não tinha uma frota e, enquanto seus navios eram construídos, partiu até a província da Hispânia, deixando a Itália sob controle do general Marco Antônio, seu segundo em comando. Após marchar de Roma até a Hispânia com seu exército em apenas 27 dias, derrotou os partidários de Pompeu por lá na Batalha de Ilerda. Depois partiu, de navio, até a Ilíria, onde enfrentou Pompeu e quase foi derrotado na Batalha de Dirráquio, mas conseguiu evitar ser capturado e saiu com boa parte das tropas intactas. César, contudo, não podia ficar rodeando a Grécia por muito tempo, pois ficaria sem suprimentos. Finalmente, a 9 de agosto de 49 a.C., Pompeu e César travaram a importante Batalha de Farsalos. Mesmo em desvantagem numérica de quase três para um, César derrotou o rival e colocou seu exército em fuga. Esta batalha se provaria decisiva na guerra civil.

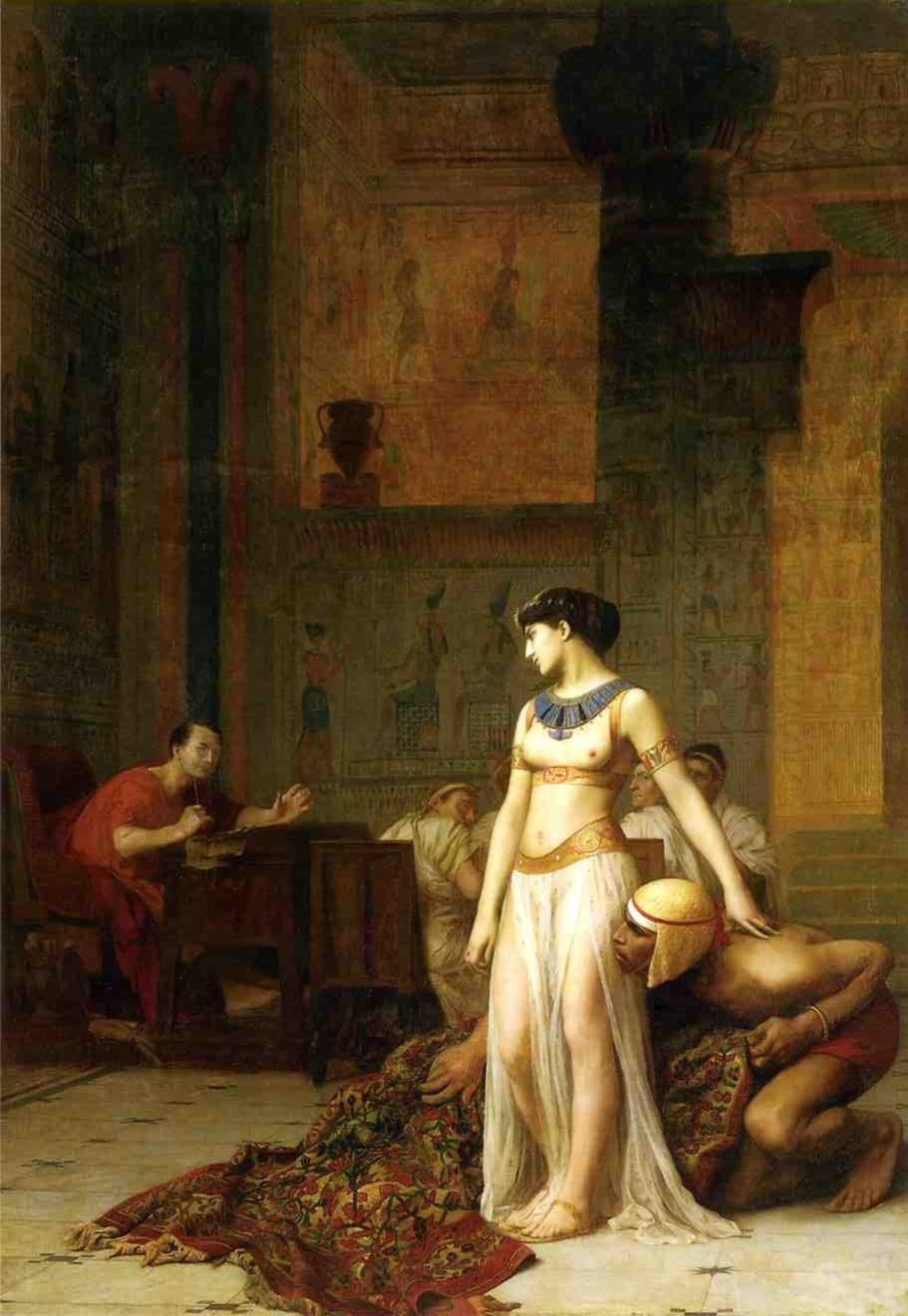
Cleópatra e César
Por Jean-Léon Gérôme, 1866.

Em Roma, César foi nomeado ditador, com Marco Antônio como seu mestre da cavalaria (vice-comandante); César presidiu sobre sua própria eleição que lhe deu seu segundo consulado. Derrotados, Pompeu e o senado decidiram se separar. Pompeu fugiu para o Egito, com César em seu encalço. Chegando lá, foi presenteado pelas autoridades locais com a cabeça de Pompeu. César ficou furioso e ordenou a prisão (e depois execução) dos responsáveis. Decidiu permanecer no Egito por um tempo, presenciou a guerra civil entre o jovem Ptolemeu XIII e sua irmã e co-regente Cleópatra VII. César decidiu apoiar esta última e resistiu ao cerco de Alexandria antes de derrotar Ptolemeu XIII na Batalha do Nilo de 47 a.C., instalando Cleópatra como a única governante. César e Cleópatra saíram para comemorar sua vitória com uma procissão triunfal pelo rio Nilo, acompanhados de 400 navios. Na festa, ele foi introduzido às extravagâncias dos faraós egípcios.
César e Cleópatra se tornaram amantes, ficando juntos em Alexandria por mais um ano. Os dois não podiam se casar, pois a lei romana não reconhecia o casamento de um cidadão com uma não romana. Porém, relacionamento com um bárbaro não era considerado adultério. Os dois teriam gerado um filho juntos, Cesarião, e Cleópatra visitou Roma pelo menos uma vez, residindo na vila de César nas margens do rio Tibre. Ao fim de 48 a.C., César foi novamente nomeado ditador, com o mandato de um ano. Após resolver os problemas no Egito, partiu para o Oriente Médio, onde conquistou uma vitória fácil contra o rei Fárnaces II de Ponto; sua vitória foi tão rápida e tão fácil que teria zombado da vitória difícil anterior de Pompeu sobre estes. Ao vencer mais um inimigo, César teria dito sua famosa frase "Veni, vidi, vici" ("Vim, vi, venci").
Depois partiu para o norte da África para derrotar as forças do senado por lá. Conquistou uma vitória decisiva, em 46 a.C., sobre as tropas de Catão, o Jovem, que acabou cometendo suicídio logo depois. No mesmo ano derrotou outra tropa senatorial, na batalha de Tapso, em que foi morto Metelo Cipião, um dos líderes da facção anticesarina no senado. César foi então nomeado ditador pelos dez anos seguintes. Os filhos de Pompeu fugiram para a Hispânia e lá prepararam a última resistência contra César. Finalmente, na batalha de Munda (março de 45 a.C.), derrotou o último bastião da resistência armada contra ele. Nesse meio tempo, com um senado reduzido, formado basicamente por seus partidários, César foi eleito para um terceiro e quarto mandatos como cônsul (em 46 e 45 a.C. respectivamente).

## Governo

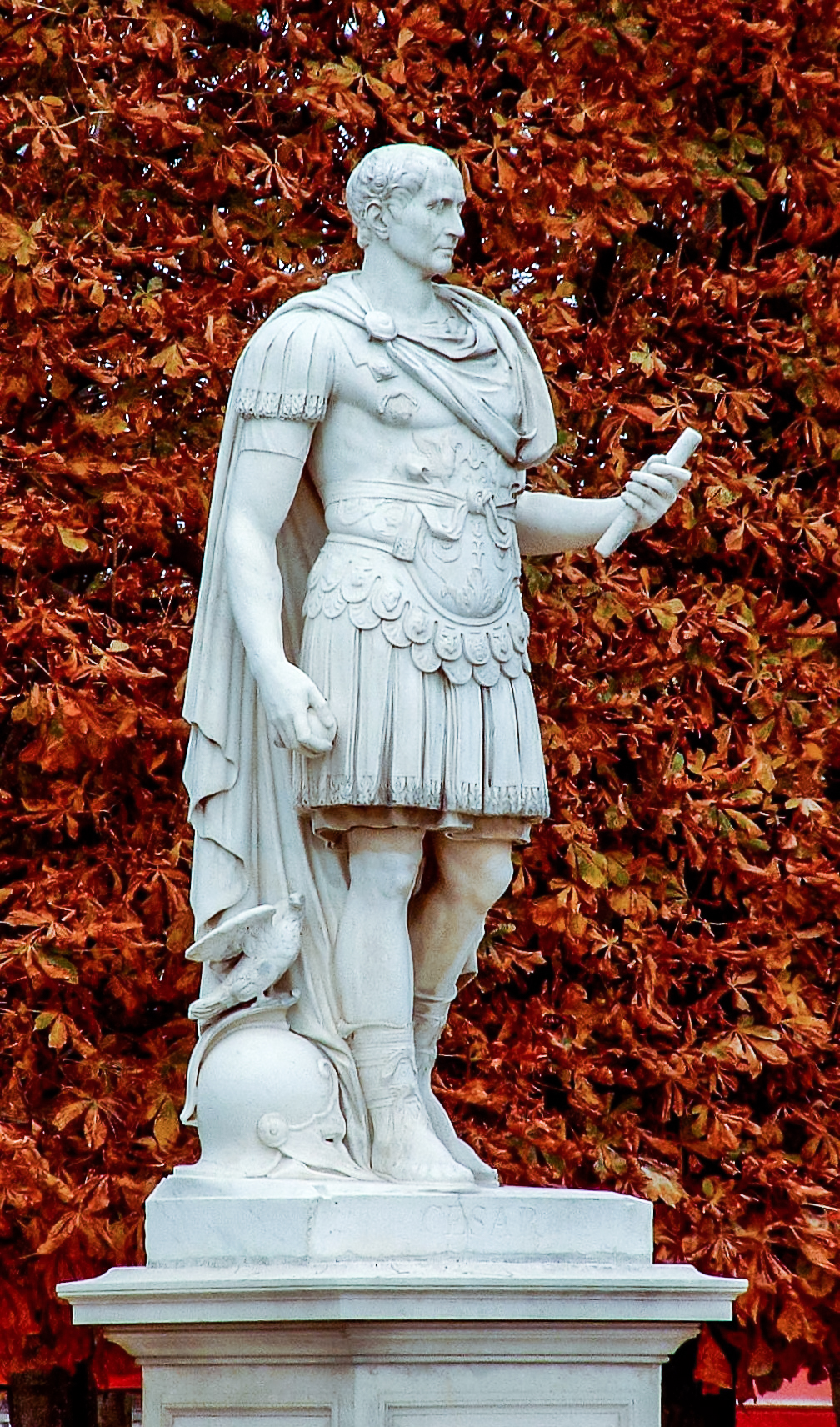
Júlio César
Estátua no Jardins das Tulherias, Paris.

Enquanto ainda estava em uma campanha na Hispânia, o senado concedera diversas honras a César. Ele preferiu não se vingar dos inimigos, preferindo perdoar a maioria deles. Por parte da população comum não havia uma forte oposição. Grandes jogos e celebrações aconteceram em abril para celebrar sua vitória em Munda. Plutarco escreveu que muitos romanos acreditavam que aquela celebração foi de mau gosto, pois foi uma vitória contra outros romanos, no meio de uma guerra civil. Quando César retornou à Itália, em 45 a.C., protocolou oficialmente seu testamento, nomeando seu sobrinho-neto Caio Otávio (ou Otaviano, mas que viria a ser conhecido como Augusto César) como seu principal herdeiro, deixando-lhe diversas propriedades e vastas quantidades de dinheiro. César escreveu também que caso Otávio morresse antes dele, Décimo Júnio Bruto Albino seria o seu próximo herdeiro. No testamento também deixou presentes e dinheiro para os cidadãos de Roma.
Durante o começo da sua carreira, César testemunhou o quão disfuncional e caótica a República Romana se tornara. A máquina republicana havia quebrado sob o peso do imperialismo, perda de poder das autoridades centrais na capital, com as províncias se tornando praticamente principados independentes sob controle total dos governadores e ainda com o exército profundamente polarizado e sendo usado para fins políticos. Com o governo central enfraquecido, a corrupção política havia saído do controle e o status quo era mantido por uma aristocracia corrupta que não via necessidade de mudar um sistema que perpetuava suas riquezas.
Entre a travessia do rio Rubicão em 49 a.C. e o seu assassinato em 44 a.C., César estabeleceu uma nova constituição, que deveria alcançar três objetivos. Primeiro, queria suprimir toda a resistência armada fora nas províncias e assim trazer a ordem de volta ao país. Segundo, queria construir um governo forte em Roma. Terceiro e finalmente, queria unir o império em uma única unidade coesa. Este primeiro objetivo foi conquistado quando César derrotou Pompeu e seus partidários no senado. As outras duas metas, para consegui-las, assumiu que precisaria de poder absoluto e que este fosse incontestável, então aumentou sua própria autoridade em detrimento de outras instituições políticas. Por fim, anunciou dezenas de medidas reformistas para reerguer o país, que foram desde a alteração do calendário até a redistribuição de terras.

### Ditadura

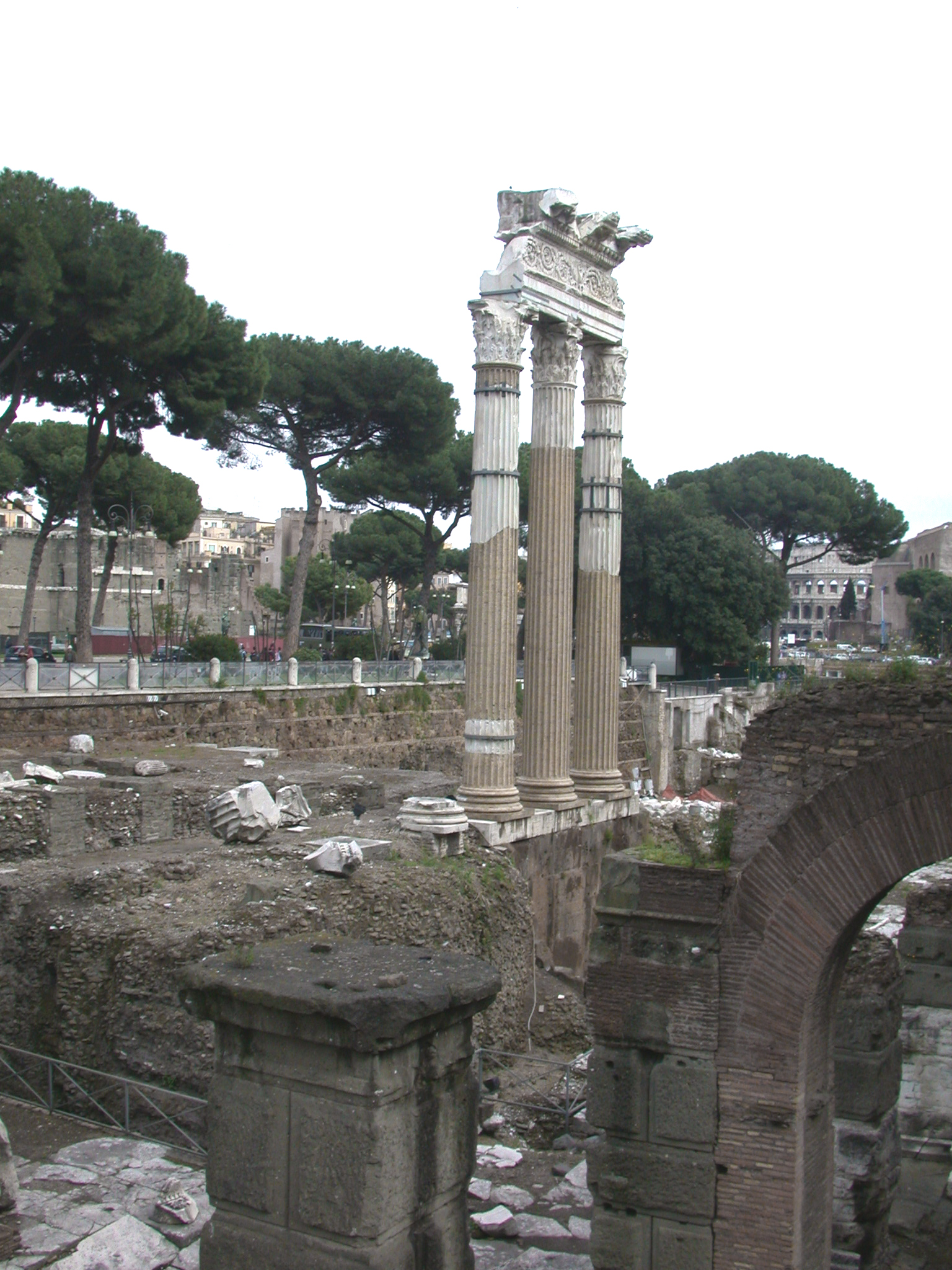
Fórum de César e Templo de Vénus Genetrix.

Após derrotar seus inimigos e retornar para Roma, o senado concedeu a César o triunfo (uma homenagem pública para prestigiar um comandante militar) por suas vitórias sobre a Gália, Egito, Fárnaces II e Juba I, rei númida que apoiara seus opositores em Tapso. Ele decidiu não realizar festividades para celebrar vitórias sobre outros romanos durante a guerra civil. Nem tudo foi como César planejou. Quando Arsínoe IV, ex rainha do Egito, foi exibida em correntes nas ruas de Roma, o público admirou sua coragem e teve pena dela. Os jogos triunfais aconteceram, com caçadas envolvendo 400 leões e lutas de gladiadores. Uma batalha naval também foi recriada no Campo de Marte, que fora inundado para a ocasião. No Circo Máximo, dois exércitos de cativos, incluindo duas mil pessoas, duzentos cavalos e vinte elefantes, lutaram até a morte. Muitos criticaram César afirmando que suas festividades eram extravagantes. Uma pequena revolta começou. Dois membros desta revolta foram mortos por sacerdotes no Campo de Marte, a mando de César.
Após as festividades do triunfo, César começou a tentar aprovar sua ambiciosa agenda política. Ordenou que um censo fosse feito, que resultou em uma redução da distribuição de cereais e do desperdício. Aprovou uma lei suntuária para restringir a compra de certos bens de luxo. Depois, uma nova lei foi aprovada para premiar famílias que tinham muitos filhos, para acelerar o repovoamento da Itália. Baniu as corporações de ofício profissionais, exceto as mais antigas, e também aprovou uma lei que dava limites de mandatos para governadores de províncias e outra de reestruturação de dívidas, que acabou por eliminar ¼ de todas as dívidas do povo da cidade. O Fórum de César, com o Templo de Vénus Genetrix, foi construído, junto com várias outras obras públicas, que empregaram milhares de cidadãos. César também aumentou a regulação de compra de cereais subsidiada pelo Estado e reduziu o número de beneficiários, que entraram em um registro especial. De 47 a 44 a.C., fez planos para distribuir terras para aproximadamente 15 000 dos seus veteranos.
Uma das mudanças mais importantes do seu governo, contudo, foi sua reforma no calendário romano. O calendário era regulado pelas fases da lua, o que era confuso. César adaptou o calendário da maneira como os egípcios faziam, sendo regulado pelo sol. A extensão do ano passou a ser de 365,25 dias, com a adição de um dia extra em fevereiro a cada quatro anos. Para sincronizar o calendário novo com as estações do ano, criou três meses extras, implementando isso em 46 a.C. Assim, o calendário juliano começou oficialmente em 1 de janeiro de 45 a.C. O calendário sofreria poucas mudanças ao decorrer do tempo, tornando-se o padrão no mundo ocidental.
Pouco antes de seu assassinato, aprovou uma série de novas reformas. Estabeleceu uma força policial permanente, nomeou funcionários públicos para supervisionar a implementação da reforma agrária e ordenou a reconstrução das cidades de Cartago e Corinto. Também estendeu o direito dos povos latinos por todo o mundo romano, e então aboliu o sistema de taxação e o reverteu para o sistema antigo onde eram as cidades que coletavam os impostos para si próprias, evitando a necessidade de intermediários (reduzindo a corrupção). Seu assassinato impediu a implementação de mais reformas, incluindo a construção de um grande templo de Marte, um pomposo novo teatro e uma biblioteca maior que a de Alexandria. Também queria converter a cidade de Óstia num grande porto e criar um canal cortando Istmo de Corinto. Militarmente, pretendia conquistar a Dácia e também a Pártia, para vingar a derrota romana em Carras. Assim iniciou uma mobilização de tropas no leste. O senado o nomeou censor em caráter vitalício e ainda o nomeou "Pai da Nação", e o mês quintil foi renomeado julho em sua honra.

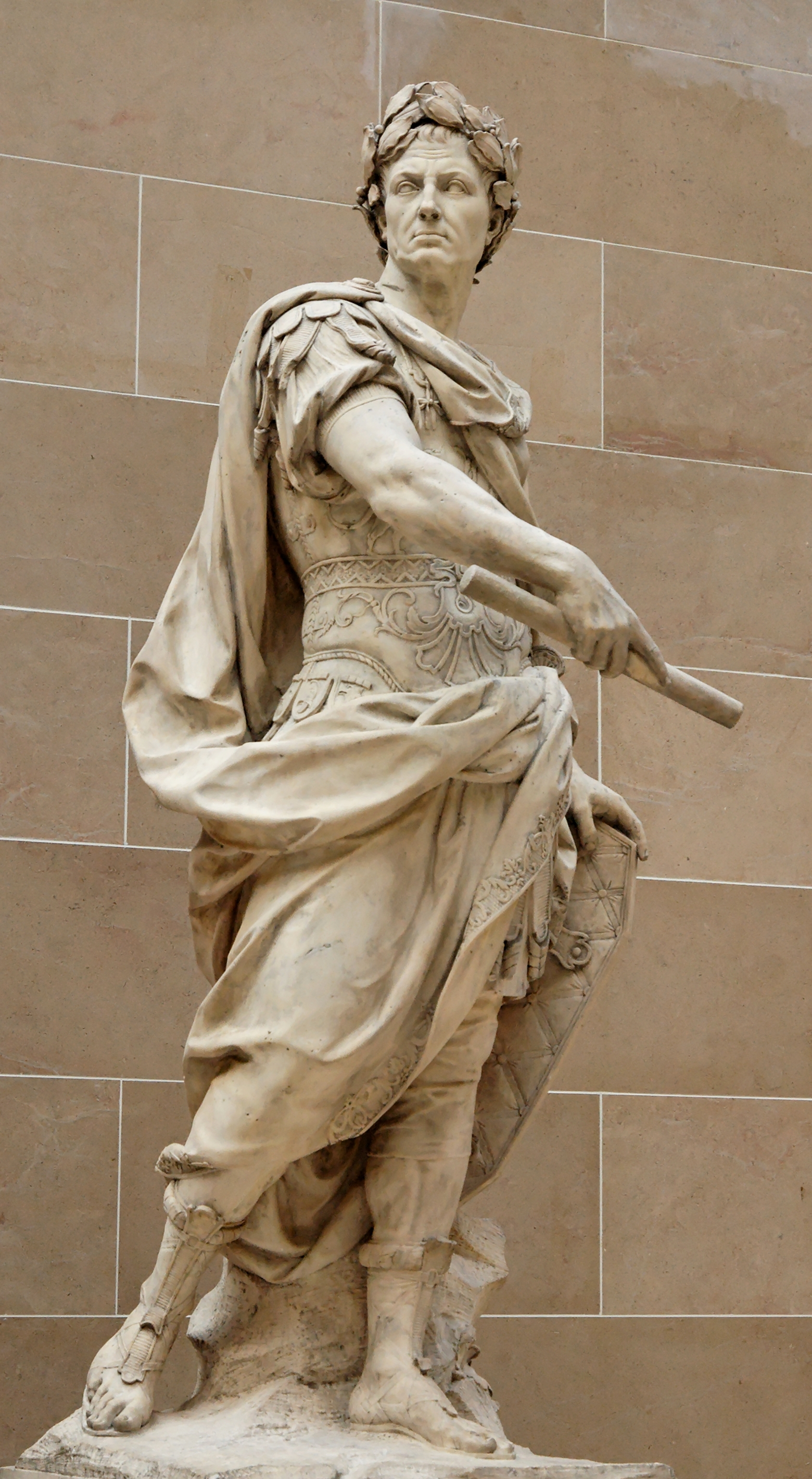
Júlio César
Estátua no Museu do Louvre.

Ele recebeu outras honras e nomeações oficiais em caráter vitalício. Essa acumulação de cargos foi mais tarde usada como um dos pretextos para o seu assassinato. Seus opositores afirmavam que César estava acumulando poderes de um rei. De fato, coisas comuns na era dos reis em Roma voltaram, como moedas sendo feitas com seu rosto e grandes e ostentosas estátuas. Ele mandou colocar no senado uma grande cadeira banhada em ouro, enquanto usava um pomposo vestido e iniciou uma forma não oficial de culto a sua pessoa.

#### Reformas políticas
A reforma política que implementou em Roma é complicada. César tinha poderes ditatoriais e de tribuno, mas alternava nas funções de cônsul e procônsul. Seus poderes no Estado vinham destes magistérios. Foi nomeado ditador oficialmente pela primeira vez em 49 a.C., possivelmente para presidir as eleições, mas renunciou a este cargo onze dias depois. Em 48 a.C., foi renomeado ditador, só que desta vez por tempo indeterminado e, em 46 a.C., foi acertado um mandato de 10 anos. Em 48 a.C., ganhou poderes de tribuno em caráter vitalício, o que o tornou uma pessoa sacrossanta e lhe deu poder de veto sobre o senado. César sofreu com a oposição do Colégio de Tribunos, mas após algumas prisões ninguém se opôs mais.
Quando César retornou em definitivo para Roma em 47 a.C., as cadeiras do senado estavam muito vazias, então usou seus poderes de censor para nomear novos senadores. Continuou a expandir o senado, que chegou a ter 900 membros. Todos os novos membros eram na verdade partidários de César, o que roubava o prestígio da aristocracia senatorial e tornou o senado subserviente. Para minimizar a chance de que algum outro general pudesse desafiá-lo, César instituiu limites de tempo de mandatos para os governadores das províncias e territórios.
Em 46 a.C., César deu a si mesmo o título de "Prefeito da Moral", um cargo que existia apenas no nome, já que seus poderes eram os mesmos dos censores. Assim, poderia exercer seus poderes censoriais sem ter que se submeter às mesmas leis que os outros censores e usou esta autoridade para encher o senado com simpatizantes seus. Também abriu um precedente, que seria seguido por seus sucessores imperiais, de ter o senado lhe dando vários títulos, honras e cargos. Tinha, por exemplo, o título de "Pai da Nação" e "imperator" (comandante-em-chefe das forças armadas). Moedas foram cunhadas com a sua imagem e possuía o direito de ser o primeiro a falar nas sessões do senado, um privilégio reservado à autoridade maior. César também aumentou o número de magistérios eleitos por ano, aumentando o setor público com magistrados experientes e criando mais cargos para dar aos seus partidários.
César também deu os primeiros passos para tornar a Itália em província e também tomou medidas para tornar as províncias unidades mais coesas. Isso resolvia alguns dos problemas causados pelas Guerras Sociais de décadas antes, onde indivíduos fora de Roma e longe de Itália não eram considerados "romanos", portanto não tinham os direitos que ter essa cidadania dava. Assim, unificar o império e prezar pela sua unidade, em vez de dividi-lo em grupos com participações desiguais na vida pública, foi um sucesso, mas só seria completado de fato no reinado do seu sucessor, Augusto.
Em fevereiro de 44 a.C., um mês antes do seu assassinato, César foi nomeado, em definitivo, como ditador vitalício. Concentrando vasta autoridade, deu poderes aos seus tenentes e partidários, principalmente devido ao fato de ele se afastar regularmente da Itália a negócios. Em outubro de 45 a.C., renunciou ao posto de único cônsul e trabalhou para que os dois eleitos que o sucederiam fossem seus partidários. Perto do fim da sua vida, César se preparou para uma guerra contra o Império Parta. Devido a isso, tinha que se ausentar de Roma com frequência. Para garantir que os eleitos nos cargos, especialmente os cônsules, fossem seus simpatizantes, determinou que ele mesmo nomearia diretamente todos os magistrados para o ano de 43 a.C. No ano seguinte, estendeu isso para as eleições consulares e de tribunos. Assim, os magistrados não mais davam a ideia de que eram representantes do povo, mas sim do ditador.

### Assassinato

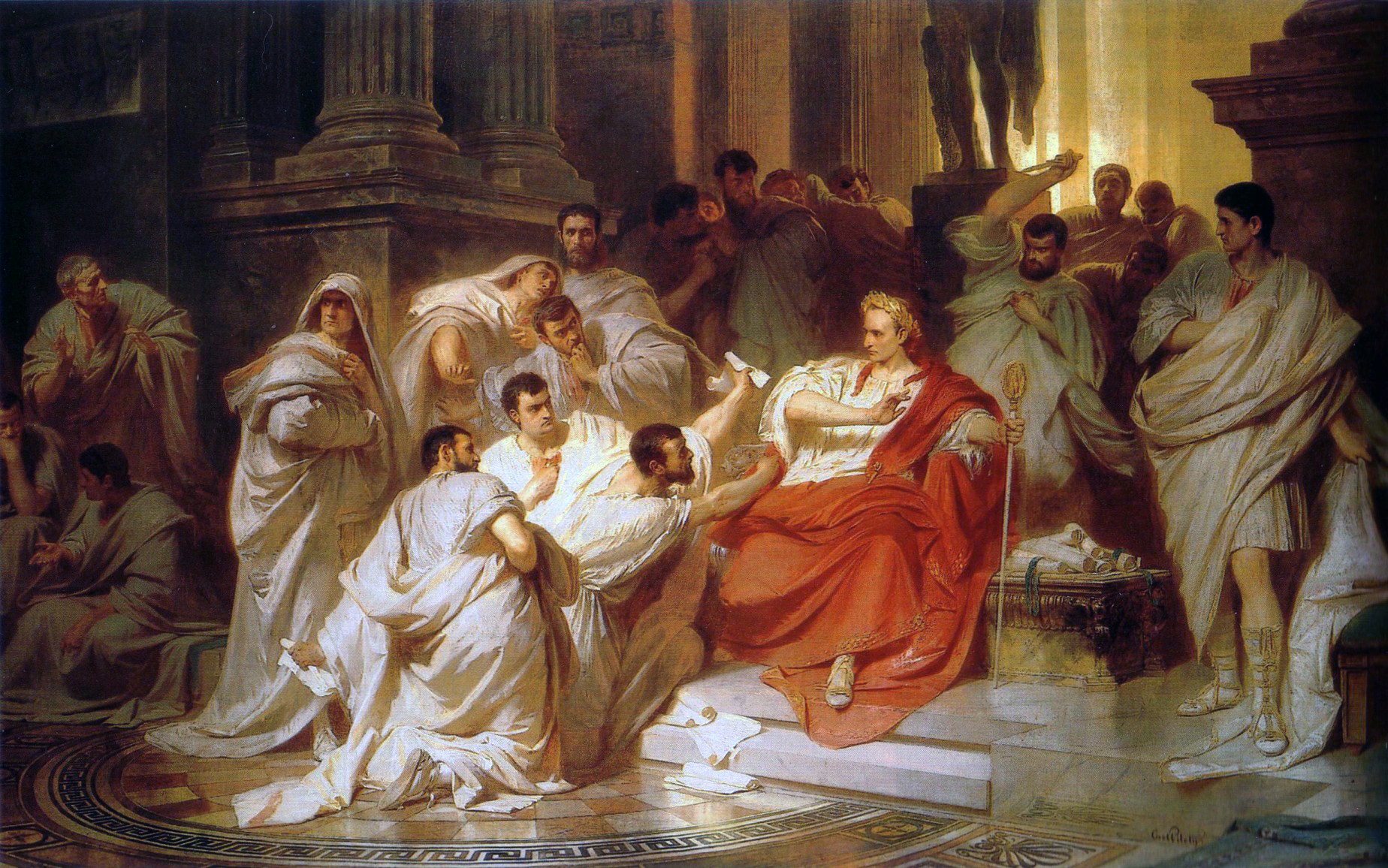
Assassinato de César
Por Karl von Piloty, 1865.

O crescente acúmulo de poder por parte de César, em detrimento da aristocracia, irritou muitos senadores conservadores. Eles temiam que Júlio César estivesse tentando reerguer a monarquia, com ele mesmo na figura de rei. Um grupo de senadores (os Liberatores) começou então a conspirar contra César e planejar seu assassinato, afirmando que ele havia se tornado um tirano e que somente sua morte restauraria a velha República Romana. Nos idos de março (15 de março no Calendário romano) de 44 a.C., César compareceu a uma sessão do senado na Cúria de Pompeu. Marco Antônio, tendo ouvido falar sobre o complô de um libertador assustado chamado Servílio Casca, e temendo o pior, foi avisar César. Os conspiradores, contudo, anteciparam isso e enviaram Trebônio para interceptá-lo enquanto ele se aproximava do Teatro de Pompeu, onde a sessão aconteceria, para pará-lo. Ao ver a agitação no senado (no momento do assassinato), Antônio fugiu.
Segundo Plutarco, quando César chegou, o senador Tílio Cimbro lhe apresentou uma petição para revogar o exílio imposto ao seu irmão. Os outros conspiradores se aproximaram sob o pretexto de oferecer apoio e cercaram César. Segundo Plutarco e Suetônio, César dispensou o pedido mas Cimbro o agarrou pelo ombro e o puxou pela túnica. César então berrou para Cimbro: "Como assim, isso é violência!" ("Ista quidem vis est!"). Ao mesmo tempo, Casca pegou sua adaga e partiu para o pescoço de César. Este, contudo, se virou rapidamente e pegou Casca pelo braço. De acordo com Plutarco, César teria dito, em latim, "Casca, seu vilão, o que você está fazendo?" (em grego clássico: ὁ μεν πληγείς, Ῥωμαιστί· 'Μιαρώτατε Κάσκα, τί ποιεῖς) Casca, assustado, gritou em grego "Ajuda, irmão!" ("ἀδελφέ, βοήθει", "adelphe, boethei"). Poucos momentos depois, todos do grupo, incluindo Bruto, atacaram o ditador. César tentou se afastar mas, cego pelo sangue que escorria da cabeça, tropeçou e caiu. Mesmo no chão, no pórtico, ele continuou a ser esfaqueado. De acordo com Eutrópio, cerca de 60 homens participaram do assassinato. César teria sido esfaqueado 23 vezes.

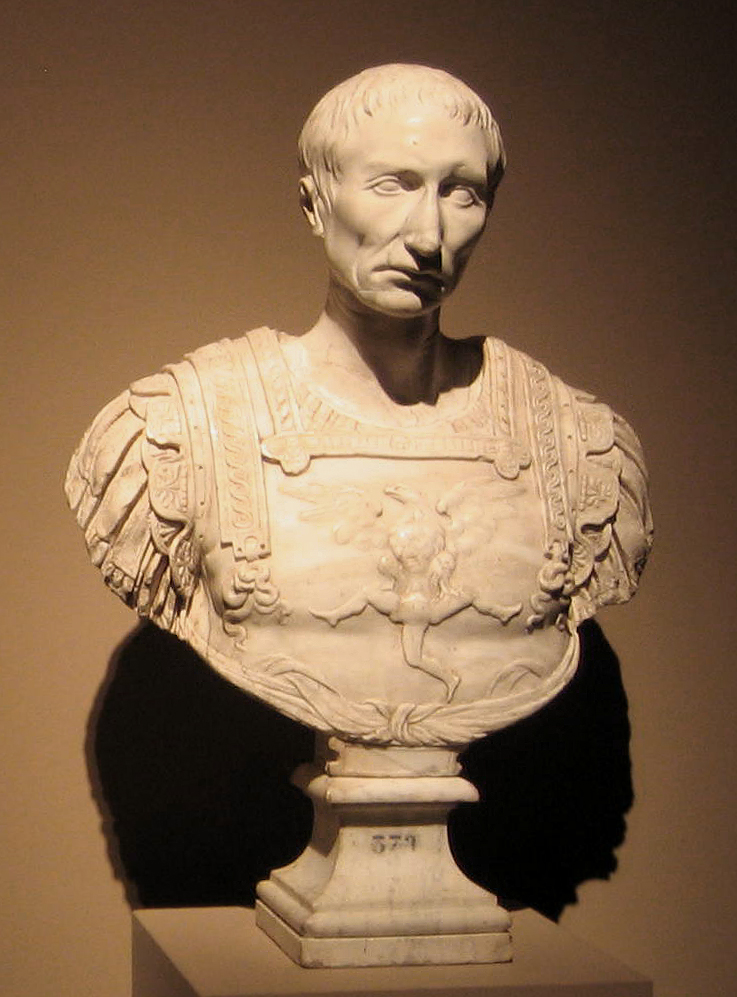
Júlio César
Busto no Museu do Prado.

O historiador Suetônio afirmou que um médico que examinou o corpo teria dito que apenas um ferimento, o infligido no peito, teria sido letal. Não se sabe quais foram as últimas palavras de César e isso ainda é assunto de debate entre historiadores e acadêmicos até os dias atuais. Suetônio disse que pessoas da época afirmaram que as últimas palavras de César, proferidas em grego, foram "Até você, criança?" ("καὶ σύ, τέκνον"). Contudo, até Suetônio tinha dúvidas e acreditava que César não disse nada. Plutarco também afirmou que César não pronunciou nada antes de morrer, mas puxou sua toga sobre a cabeça quando viu Bruto entre os conspiradores. A versão mais famosa sobre o que Júlio César teria dito antes da morte é a célebre frase em latim "Et tu, Brute?" ("E você, Bruto?", comumente referida como "Até tu, Bruto?"); esta fala na verdade vem da peça Júlio César, do dramaturgo inglês William Shakespeare. Ela não tem qualquer base histórica e o uso do latim por Shakespeare aqui vai de encontro à maioria das versões, que afirmam que César teria pronunciado palavras em grego. Mas, de fato, a frase Et tu, Brute? já era popular antes mesmo da peça.
De acordo com Plutarco, após o assassinato, Bruto deu um passo adiante como se fosse falar algo para os colegas senadores. Eles, contudo, fugiram às pressas do prédio. Bruto e seus companheiros próximos foram então pelas ruas gritando pela cidade: "Povo de Roma, nós somos novamente livres!" Contudo, com a história do que havia ocorrido se espalhando rapidamente, a maioria da população resolveu se trancar dentro de casa. O corpo de César permaneceu no chão do senado por mais três horas antes que fosse removido. O cadáver de César foi posteriormente cremado. No local onde a pira funerária estava ergueu-se o Templo de César alguns anos mais tarde, a leste da praça principal do Fórum Romano. Apenas o altar do templo está preservado até os dias atuais. Uma estátua de cera foi mais tarde erguida no Fórum, exibindo as 23 feridas.

### Eventos após sua morte

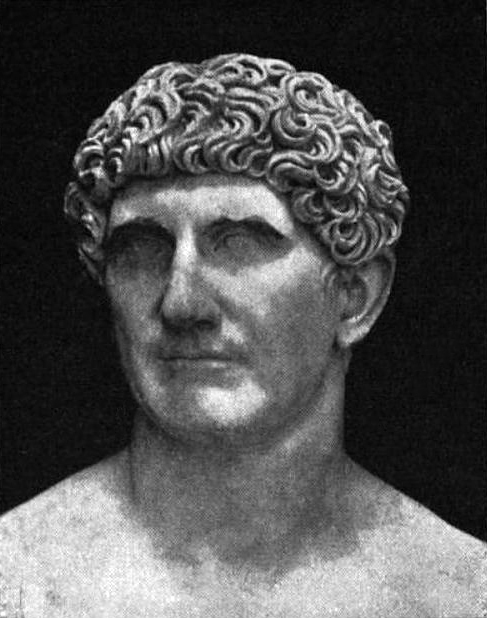
Marco Antônio, o segundo em comando de César por muito tempo. Após sua morte, foi um dos que tentaram se aproveitar do legado político de César e tentou usá-lo, sem sucesso, para conseguir o poder máximo em Roma.

A série de eventos que aconteceram após sua morte pegou os seus assassinos de surpresa. Ao contrário do que os conspiradores acreditavam, a morte de César não ressuscitou a República Romana e o estado tomou a forma imperial menos de duas décadas depois. As classes média e baixa da sociedade romana, com as quais César era muito popular, ficaram enfurecidas pelo fato de um pequeno grupo de aristocratas ter assassinado o seu amado líder. Marco Antônio, que na verdade vinha se afastando de César, capitalizou a dor da plebe e ameaçou soltá-la sobre os Optimates, talvez com o intuito de tentar tomar o poder total em Roma para si. Porém, para seu espanto, César havia nomeado um sucessor em testamento, seu sobrinho-neto Otaviano, dando-lhe o posto de chefe da família (herdeiro do nome de César), e além disso lhe deu acesso a sua gigantesca fortuna.
Durante o funeral de César, as coisas esquentaram. Na enorme pira funerária feita, o povo compareceu em massa, jogando madeira no fogo, móveis e até roupas para alimentar as chamas. O fogo acabou ficando muito alto, danificando o Fórum e causando outros danos. A multidão então atacou as casas de Bruto e Cássio, que foram obrigados a fugir para a Macedônia. Os aristocratas acusaram Antônio de jogar o povo contra eles, levando a uma nova ruptura na liderança política romana, o que precipitaria em nova guerra civil. Contudo, os rumos deste conflito não terminariam bem para nenhum desses dois, com a figura do sobrinho-neto e herdeiro vindo à proeminência. Otaviano, que tinha apenas 18 anos quando César morreu, mostrou-se um político habilidoso, e enquanto Antônio se preparava para enfrentar Décimo Bruto na primeira fase da guerra civil, ele igualmente se preparava para sua ascensão na vida pública.
Bruto e Cássio, líderes da facção aristocrática contra César, estavam reunindo um exército na Grécia para recuperar o poder em Roma. Para combatê-los, Antônio precisava de sua própria tropa, além de dinheiro e de legitimidade, algo que pretendia conquistar no legado de César. Com inimigos em comum, Antônio e Otaviano, junto com o comandante Lépido, se aliaram, confrontaram os assassinos de César e seus simpatizantes no senado e se saíram vitoriosos em batalha. Em 27 de novembro de 43 a.C., foi formalizada a lex Titia que criou o Segundo Triunvirato. Então, oficialmente deificaram César como "Divino Júlio" (Divus Iulius), em 42 a.C.

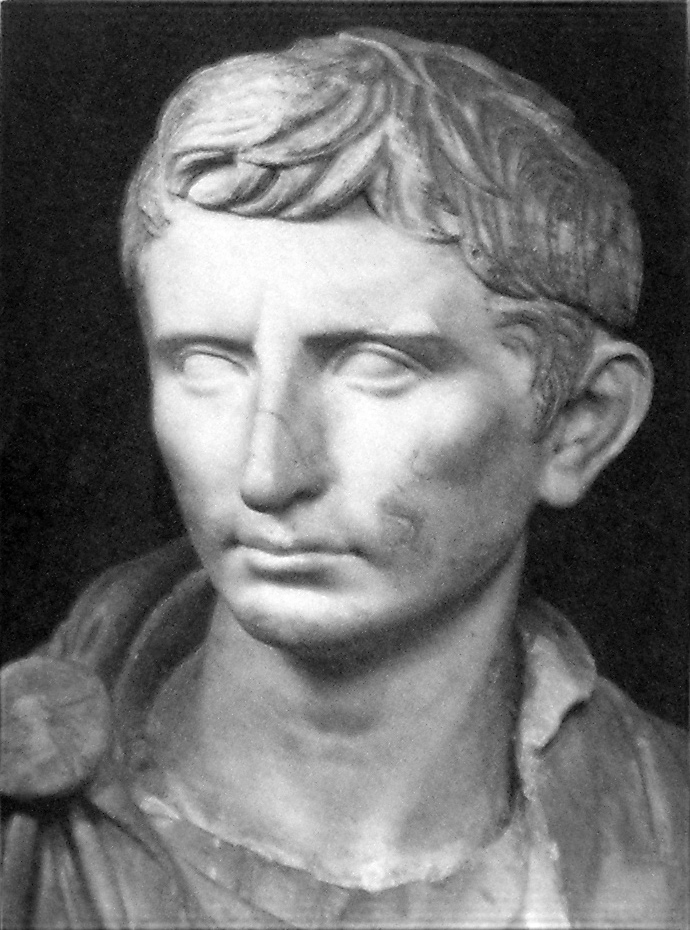
Caio Otaviano César, sobrinho-neto de Júlio César e posteriormente seu filho adotivo. Dezessete anos depois da morte do seu pai adotivo ele se tornaria o primeiro monarca do Império Romano, com o título de Augusto.

Já que a clemência de César para perdoar ex-inimigos acabou custando sua vida, o Segundo Triunvirato trouxe de volta a proscrição, abandonada no governo de Sula. Isso levou a uma série de assassinatos políticos para assim poderem pagar por suas legiões e vencer a guerra contra Bruto e Cássio. Em seguida, Otaviano, Antônio e Lépido se tornaram os governantes de Roma, sem qualquer rival. Contudo, o Segundo Triunvirato não ficaria em paz muito tempo. Marco Antônio formou uma aliança com a ex-amante de César, a rainha Cleópatra, pretendendo usar as fortunas do Egito para dominar Roma. Uma nova guerra civil eclodiu entre Otaviano e Marco Antônio. Durante este conflito, Otaviano se apoiou no fato de César tê-lo nomeado como seu sucessor e adotado como filho e usou isso como uma fonte de legitimidade. Otaviano então conquistou o Egito, forçando Antônio e sua rainha a cometerem suicídio. Então retornou para Roma e, em 27 a.C., se tornou César Augusto, o primeiro imperador romano, dando a si mesmo estatuto de divindade.
Antes de sua morte, Júlio César havia planejado lançar uma invasão militar contra a Pártia, o Cáucaso e a Cítia. Também pretendia marchar novamente contra a Germânia e a Europa Oriental. Vários generais lançariam campanhas contra a Germânia em nome de Augusto, porém com a derrota romana na Batalha da Floresta de Teutoburgo em 9 d.C., não mais se tentaria dominar aquela região. Na Pártia, por sua vez, Augusto preferiu resolver o conflito romano-persa via diplomacia e conseguiu com isso o retorno dos estandartes de guerra perdidos por Crasso na batalha de Carras, uma vitória simbólica de grande impulso à moral romana.

### Deificação
Júlio César se tornou o primeiro político romano importante a ser deificado. Foi posteriormente agraciado com o título de "Divino Júlio" ou "Deificado Júlio" (Divus Iulius ou Divus Julius) por decreto do senado romano em 1 de janeiro de 42 a.C. e a aparição de um cometa durante os jogos em sua honra foi usada para confirmar sua divindade. Apesar do seu templo lhe ter sido dedicado apenas após sua morte, pode ter recebido estatuto divino já durante sua vida e logo depois de seu assassinado, Marco Antônio foi nomeado como o seu flâmine (sacerdote). Tanto Otaviano quando Antônio promoveram o culto ao Divino Júlio. Após a morte de Antônio, Otaviano, como filho adotivo de César, assumiu o título de "Filho do Divino" (Divi Filius).

## Vida pessoal

### Aparência e saúde

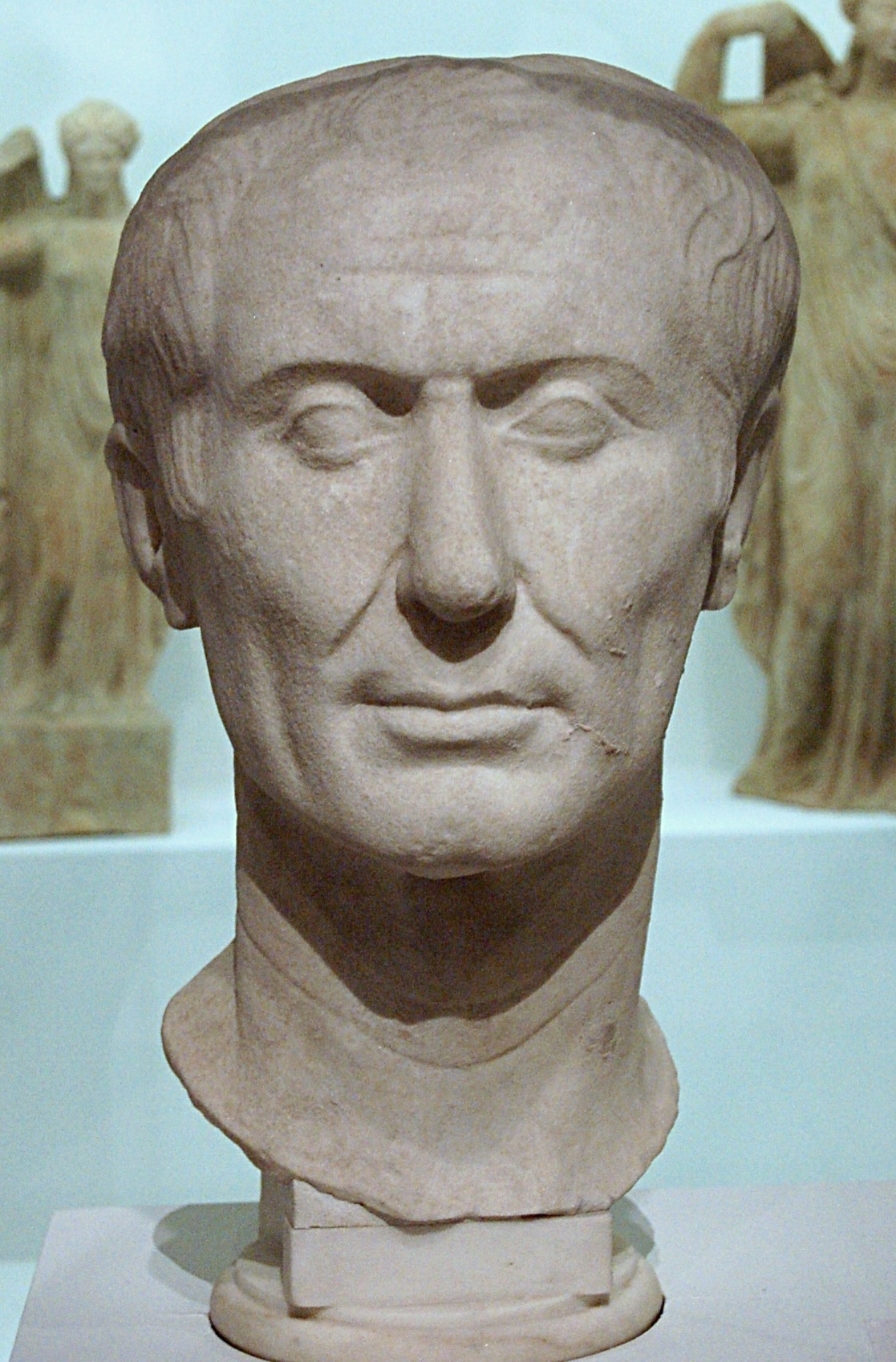
Busto de Túsculo, um dos únicos bustos sobreviventes feitos ainda durante a vida de César.

O historiador Suetônio descreve Júlio César como "alto em estatura com uma pele clara, membros bem torneados, um rosto cheio e olhos negros penetrantes." (em latim: excelsa statura, colore candido, teretibus membris, ore paulo pleniore, nigris vegetisque oculis.) Uma fala de uma peça de William Shakespeare teria dito que César era surdo de um ouvido. Nenhuma fonte antiga relata isso. Shakespeare pode ter se baseado na passagem metafórica de Plutarco que não se refere à surdez, tendo mais a ver com um hábito de Alexandre da Macedônia. Ao cobrir sua orelha, Alexandre indicava que havia desviado sua atenção da acusação para poder ouvir a defesa.
Com base em Plutarco, acredita-se que César sofria de epilepsia. Historiadores modernos se dividem neste assunto, com alguns afirmando que sofria de malária. Muitos especialistas em medicina acreditam que em vez de epilepsia provavelmente teria apenas enxaquecas muito fortes. Outros afirmavam que os surtos de epilepsia eram causados por uma infecção parasitária no cérebro por cestoda.
César teve quatro episódios documentados de ataques epiléticos. Pode ter tido uma 'crise de ausência' na sua juventude. Os primeiros casos de epilepsia foram relatados pelo historiador Suetônio, que nasceu depois da morte de César. Alguns historiadores afirmam que César poderia ter na verdade hipoglicemia, que também pode causar ataques epiléticos. Em 2003, o psiquiatra Harbour F. Hodder publicou o que denominou como a teoria do "Complexo de César", argumentando que o general romano sofria de epilepsia do lobo temporal e os sintomas debilitantes da condição eram um dos fatores de César ignorar sua segurança pessoal nos dias que antecederam sua morte.

### Nome e família
Usando o alfabeto latino do período, que não tinha as letras J e U, o nome de César teria sido escrito como GAIVS IVLIVS CAESAR; a forma CAIVS também é atestada, usando a antiga forma de representação romana G por C. A abreviação padrão é C. IVLIVS CÆSAR, refletindo a abreviação antiga (a forma da letra Æ é uma ligadura das letras A e E, e é normalmente usada em epigrafias em latim para salvar espaço). O cognome César se tornou um título; foi promulgado pela Bíblia, que contém a famosa passagem "A César o que é de César…". O título em alemão é chamado Cáiser e nas línguas eslavas é Czar. A última pessoa a ter o título de Czar oficialmente foi Simeão II da Bulgária, cujo reinado terminou em 1946.
Em latim vulgar, a consoante oclusiva /k/ antes da vogal anterior começou, devido a palatalização, a ser pronunciada como uma consoante africada, donde as renderizações [ˈtʃeːsar] em italiano e [ˈtseːsar] na pronúncia regional do latim em alemão. Com a evolução das línguas românicas, a africada [ts] se tornou fricativa [s] (portanto, [ˈseːsar]) em muitas pronúncias regionais, incluindo na francesa, de onde a pronúncia em inglês é derivada. O /k/ original é preservado na mitologia nórdica, onde é manifestado como o rei legendário Kjárr. Em português o nome é pronunciado Sé-zár.

#### Parentes
Pais
- Caio Júlio César
- Aurélia Cota

Irmãs
- Júlia César, a Velha (a mais velha)[184]
- Júlia César, a Jovem (a mais jovem)[184]

Esposas
- Primeiro casamento: Cornélia Cinila, de 84 a.C.[8][9][16][15][185] até sua morte em 69 a.C.;[186][187][188]
- Segundo casamento: Pompeia Sula, de 67 a.C.[29] até o divórcio em 61 a.C.;[189][190][191]
- Terceiro casamento: Calpúrnia Pisão, de 59 a.C. até a morte de César.[192]

Filhos

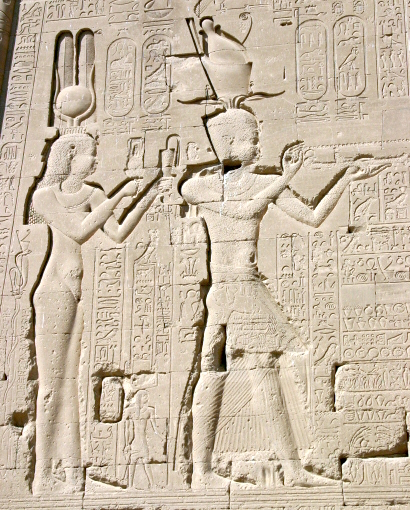
Baixo-relevo de Cleópatra e Cesarião no Templo de Dendera.

- Júlia, nascida de Cornélia Cinila, entre 83 e 76 a.C.[193][194]
- Cesarião, filho de Cleópatra VII, nascido em 47 e morto em 30 a.C.[195][196]
- Caio Otaviano César, seu sobrinho neto de sangue, adotado por César
- Marco Júnio Bruto: Plutarco afirmou que Bruto poderia ser filho ilegítimo de César, já que ele era amante de sua mãe, Servília Cepião.[197]

Netos
- Filho (sem nome) de Júlia e Pompeu, morto dias após seu nascimento (único neto de César).[90][198]

Amantes
- Cleópatra VII, mãe de Cesarião;[195][196]
- Servília, mãe de Bruto;[199][200]
- Eunoé, esposa do rei Bogudes da Mauritânia.[201][202]

Parentes notórios
- Caio Mário (casado com a sua tia, Júlia);
- Marco Antônio, general do seu exército;
- Lúcio Júlio César, tio de César;[203]
- Júlio Sabino, gaulês dos língones ativo durante a Revolta dos Batavos em 69 d.C., que dizem ser bisneto de César, pois sua mãe era amante dele durante as Guerras Gálicas.[204]

### Rumores de práticas homossexuais
A sociedade romana via o papel de passivo na relação sexual como um sinal de submissão e inferioridade. De fato, Suetônio disse que, supostamente, após o seu triunfo na Gália, seus soldados cantavam: "César conquistou os gauleses, mas Nicomedes conquistou César". De acordo com Cícero, Bíbulo, Caio Mêmio e outros inimigos de César afirmavam que ele mantinha relações sexuais com Nicomedes IV da Bitínia no começo da sua carreira. Essas histórias se repetiam, referindo-se a César como a 'rainha de Bitínia', com o fim de humilhá-lo. César sempre negou essas acusações e, de acordo com Dião Cássio, uma vez as negou sob juramento.
Esse tipo de campanha de difamação era comum entre políticos romanos na era republicana e quase sempre os difamados negavam as acusações. Uma tática de oposição a estas ações era acusar os rivais políticos de viverem um estilo de vida helênico baseado na cultura grega e oriental, onde a homossexualidade e um estilo de vida exagerado eram mais aceitos do que na tradição romana. Cátulo escreveu dois poemas que diziam que César e seu engenheiro Mamurra eram amantes, mas depois se desculpou por insinuar isso. Marco Antônio, por sua vez, afirmou que Otaviano ganhou a adoção por César através de favores sexuais. Suetônio descreveu as acusações de Antônio como pura difamação política.

## Trabalhos literários

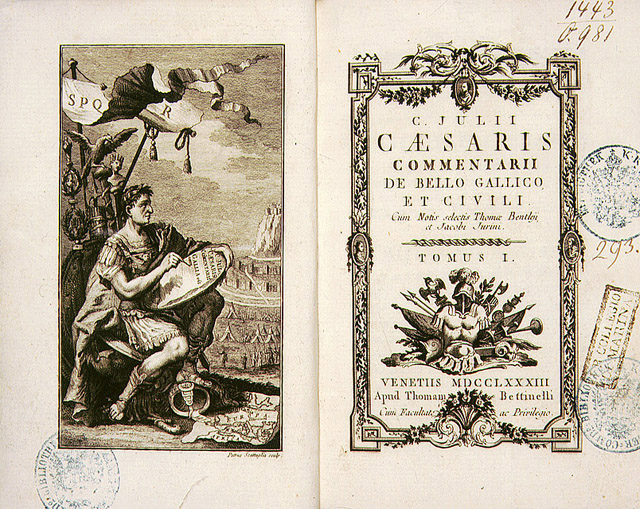
Uma edição de 1783 de As Guerras Gálicas.

Durante a sua vida, César foi considerado um dos melhores oradores e autores de prosa em latim — até mesmo Cícero falava bem sobre a retórica e estilo dele. Apenas os comentários de César sobre as guerras foram conservados. Algumas frases de outros trabalhos são citadas por outros atores. Entre um dos seus trabalhos que se perderam com o tempo, sua oração fúnebre (Laudatio Iuliae amitae) para a sua tia paterna, Júlia, e seu Anticato, um documento escrito para difamar Catão, o Jovem em resposta aos elogios de Cícero a ele. Os "Poemas de Júlio César" também são usados como fontes por trabalhos de historiadores antigos.

### Memórias
- O Commentarii De Bello Gallico, conhecido em português como "Comentários da Guerra Gálica", são sete livros cada um cobrindo um ano da campanha na Gália e no sul da Grã-Bretanha em 50 a.C., com o oitavo sendo escrito por Aulo Hírcio nos últimos dois anos.
- O De Bello Civili, conhecido em português como "Sobre a Guerra Civil", relata os eventos da guerra civil, na perspectiva de César, até a morte de Pompeu no Egito.

Outros trabalhos históricos são atribuídos a César, mas a autoria não é certa:
- De Bello Alexandrino (Sobre a Guerra Alexandrina), sobre a campanha em Alexandria;
- De Bello Africo (Sobre a Guerra Africana), sobre as campanhas no Norte da África;
- De Bello Hispaniensi (Sobre a Guerra Hispânica), sobre as campanhas na Península Ibérica.

Essas narrativas foram escritas e publicadas anualmente durante ou depois de tais campanhas acontecerem, como uma espécie de "despachos do fronte". Elas foram importantes para moldar a imagem pública de César e aumentar sua reputação enquanto estava afastado de Roma por longos períodos. Elas foram apresentadas ao povo em leituras públicas. Como um modelo de latim direto e claro, As Guerras Gálicas têm sido estudada pelo primeiro ou segundo ano de estudantes de latim.

## Legado

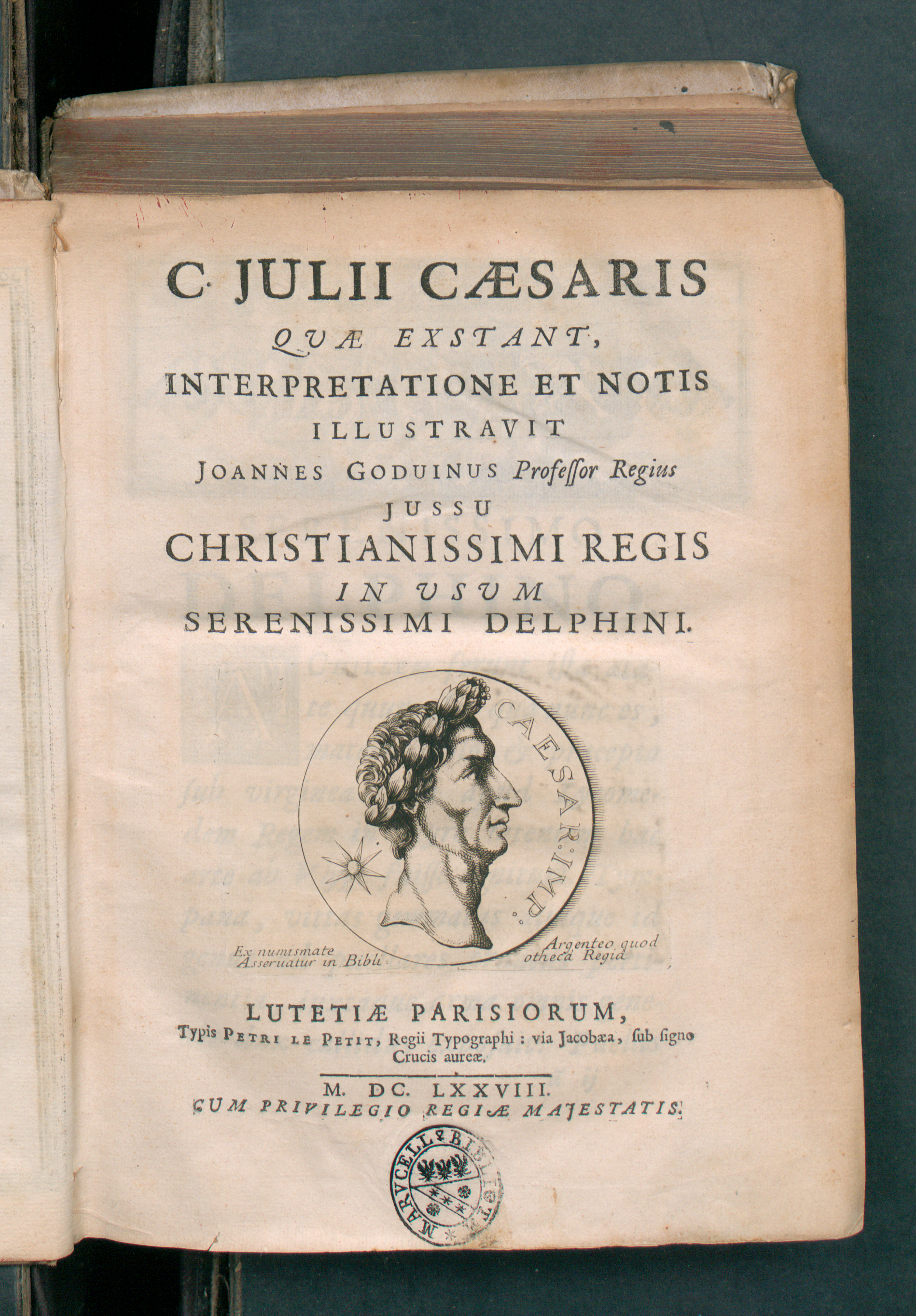
C. Iulii Caesaris quae extant, 1678.

### Historiografia
Os textos escritos de César, uma autobiografia dos eventos mais importantes de sua vida, são as mais completas fontes primárias para a reconstrução da sua biografia. Contudo, César escreveu sua história pensando em sua carreira política, então os historiadores tiveram muito trabalho para filtrar os exageros e parcialidades contidas nela. O imperador Augusto começou o culto à personalidade a César, descrevendo-se como seu herdeiro. A historiografia moderna é influenciada pelas tradições de Augusto, como por exemplo a ascensão de César sendo considerada o ponto determinante para o nascimento do Império Romano. Ainda assim, os historiadores também têm que filtrar muitos dos contos de Augusto.
Muitos governantes ao longo da história se tornaram interessados na historiografia de César. Napoleão III escreveu um inacabado trabalho acadêmico chamado "História de Júlio César" (em francês: Histoire de Jules César). Carlos VIII ordenou que um monge preparasse uma tradução dos Comentários da Guerra Gálica em 1480. Carlos I de Espanha ordenou um estudo topográfico na França, para dar contexto ao livro escrito por César sobre a conquista do país. O sultão otomano Solimão, o Magnífico catalogou as edições sobreviventes dos Comentários, e então os traduziu para o turco. Henrique IV e Luís XIII traduziram os primeiros Comentários, enquanto Luís XIV os retraduziu mais tarde.

### Política
Júlio César é visto como o principal exemplo do Cesarismo, uma forma política de governo com um líder carismático e forte que governa baseado no culto à personalidade, cuja racionalidade é governar pela força, estabelecendo uma violenta ordem social, sendo envolvido no regime de proeminência militar no governo. Outras pessoas na história, como o imperador francês Napoleão Bonaparte e o ditador italiano Benito Mussolini, foram definidos como 'cesaristas'. Bonaparte não se focou apenas na carreira militar de César, mas também na sua relação com as massas, que se tornou um precedente do populismo. A palavra "cesarismo" é usada também em um sentido pejorativo contra líderes autocráticos.